# Патријаршијски савјет Српске православне цркве
Патријаршијски савјет Српске православне цркве је био врховно уредбодавно представништво у пословима спољашње (материјално-финансијске) црквене управе.

## Састав
Патријаршијски савјет су састављали:
- патријарх;
- четири члана Светог архијерејског синода или њихови замјеници које би Свети архијерејски синод одредио;
- декан Православног богословског факултета;
- два представника манастира;
- један ректор богословије;
- по једно свештено лице мирског реда из сваке епархије;
- потпредсједници епархијских савјета, и
- десет световних лица.

Два представника манастира и једног ректора богословије на предлог Светог архијерејског синода и по једно свештено лице мирског реда из сваке епархије на предлог епархијског архијереја именовао је Свети архијерејски сабор. Десет световних лица именовао је патријарх на предлог Светог архијерејског синода и Патријаршијског управног одбора донесеног на заједничкој сједници.
Предсједник Патријаршијског савјета је био патријарх односно његов законити замјеник. Савјет је бирао из своје средине потпредсједника између чланова световњака и четири секретара, и то два свештена и два световна лица. Мандат члановима Патријаршијског савјета је трајао шест година.

## Дјелокруг
Патријаршијски савјет:
- доноси, по претходно прибављеној сагласности Светог архијерејског сабора, уредбу о активним и пензијским принадлежностима парохијском свештенству, наставничком особљу богословских, монашких и других школа, особљу црквених судова, епархијским и викарним архијерејима и патријарху;
- установљава положаје чиновника и осталих службеника за спољну црквену управу и доноси уредбу о њиховим службеним односима, као и њиховим активним и пензијским принадлежностима;
- доноси, по претходно прибављеној сагласности Светог архијерејског сабора, уредбу о пензионом фонду архијереја и свих осталих црквенојерархијских и самоуправних чиновника и службеника, као и о издржавању њихових удовица и сирочади;
- прописује дисциплинска правила за службенике спољашње црквене управе;
- доноси, по претходно прибављеној сагласности Светог архијерејског сабора, уредбе о управи, руковању, контроли и надзору црквених фондова, задужбина (заклада) и добара;
- стара се о материјалним средствима за покриће свих потреба цијеле Српске православне цркве по одредбама Устава и доноси одлуке о разрезу на црквене општине и манастире, односно на епархије;
- доноси пословник за свој рад;
- одобрава у својој надлежности уредбе, правилнике и пословнике које пропишу надлежна нижа тијела и органи;
- сарађује са Светим архијерејским сабором код измјене и допуне Устава Српске православне цркве;
- сарађује са Светим архијерејским сабором код оснивања установа и завода чије издржавање пада на терет предрачуна расхода и прихода за опште потребе Цркве;
- коначно рјешава, у споразуму са Светим архијерејским сабором, о задужењу и отуђењу непокретних црквених имања која су намијењена општим потребама Цркве и одобрава такве одлуке у погледу епархијских, манастирских и црквеноопштинских имања, у оба случаја, ако сума прелази 2.000.000 динара;
- прегледа и одобрава завршне рачуне за опште потребе Српске православне цркве које му подноси Патријаршијски управни одбор и врши и друге послове опште црквене управе уколико по Уставу не спадају у чију другу надлежност.

Патријаршијски савјет је укинут одлуком Светог архијерејског сабора од 8. јуна 1962. којом је предвиђено да ће сам Сабор привремено преузети на себе вршење послова Савјета.